# Moss Finn
Pour les articles homonymes, voir Finn (homonymie).
Pas d'image ? Cliquez ici

a Compétitions nationales et continentales officielles uniquement.

b Matchs officiels uniquement.
Dernière mise à jour le 19 août 2025.
Moss Finn, né le 29 mars 1957 à Cork (Irlande), est un joueur de rugby à XV qui a évolué avec l'équipe d'Irlande aux postes d'ailier ou de centre.

## Carrière
Moss Finn joue en club avec Cork Constitution, et représente la province du Munster,.
Il dispute son premier match international avec l'Irlande, le 17 février 1979, contre l'équipe d'Angleterre. Son dernier match fut contre l'équipe du pays de Galles, le 15 février 1986.
Il remporte le Tournoi des Cinq Nations de 1983 et celui de 1982.

## Palmarès
- 14 sélections en équipe nationale
- Sélections par années : 1 en 1979, 4 en 1982, 4 en 1983, 3 en 1984, 2 en 1986
- Tournois des Cinq Nations disputés : 1979, 1982, 1983, 1984, 1986
- Vainqueur du tournoi des cinq nations en 1982 et 1983